# Edipo a Colono (Zingarelli)
Edipo a Colono è un'opera lirica di Nicola Antonio Zingarelli su libretto di Simeone Antonio Sografi.
Fu rappresentata per la prima volta il 26 dicembre 1802 al Teatro La Fenice di Venezia.
Ricalca gli stilemi della scuola napoletana, di cui l'autore fu uno dei principali esponenti.

## Personaggi e interpreti
| Ruolo                                    | Registro vocale del primo interprete | Cast della prima, 16 dicembre 1802 |
| ---------------------------------------- | ------------------------------------ | ---------------------------------- |
| Creone, re di Tebe, zio/cognato di Edipo | basso                                | Luigi Zambelli                     |
| Antigone, figlia di Edipo                | soprano                              | Luigia Calderini                   |
| Teseo, re di Atene                       | soprano castrato                     | Andrea Martini, "il Senesino"      |
| Edipo, fuggitivo ex-re di Tebe           | tenore                               | Matteo Babini                      |